# البحرين في بطولة العالم لألعاب القوى 2017
تنافس البحرين في بطولة العالم لألعاب القوى 2017 في لندن بالمملكة المتحدة من 4 إلى 13 أغسطس 2017.

## الحاصلون على الميداليات
| الميدالية | الرياضي       | السباق            | التاريخ |
| --------- | ------------- | ----------------- | ------- |
| ذهبية     | روز تشيليمو   | الماراثون للسيدات | 6 أغسطس |
| فضية      | سلوى عيد ناصر | 400 متر للسيدات   | 9 أغسطس |

## النتائج

### الرجال

#### المضمار
| الرياضي            | السباق    | التصفيات | التصفيات                | النصف النهائي | النصف النهائي | النهائي                | النهائي  |
| الرياضي            | السباق    | النتيجة  | الترتيب                 | النتيجة       | الترتيب       | النتيجة                | الترتيب  |
| ------------------ | --------- | -------- | ----------------------- | ------------- | ------------- | ---------------------- | -------- |
| أندرو فيشر         | 100 متر   | 10.19    | 17                      | 10.36         | 22            | لم يتأهل               | لم يتأهل |
| سالم عيد يعقوب     | 200 متر   | 20.84    | 37                      | لم يتأهل      | لم يتأهل      | لم يتأهل               | لم يتأهل |
| صادق ميخو          | 1500 متر  | 3:42.12  | 12                      | 3:40.52       | 15            | 3:35.81                | 6        |
| بنسون سيوري        | 1500 متر  | 3:39.77  | 10                      | 3:40.96       | 19            | لم يتأهل               | لم يتأهل |
| زهير عواد          | 5000 متر  | 13:29.28 | 13                      | —             | —             | لم يتأهل               | لم يتأهل |
| بيرهانو بالو       | 5000 متر  | 13:21.91 | 2                       | —             | —             | 13:43.25               | 12       |
| ألبرت كيبيتشيي روب | 5000 متر  | 13:32.40 | 28                      | —             | —             | لم يتأهل               | لم يتأهل |
| أبراهام شيروبين    | 10000 متر | —        | 27:11.08 رقم قياسي وطني | 12            |               |                        |          |
| حسن تشاني          | الماراثون | —        | —                       | —             | —             | 2:22:19                | 50       |
| شومي ديشاسا        | الماراثون | —        | —                       | —             | —             | 2:15:08 رقم قياسي شخصي | 15       |

### السيدات

#### المضمار
| الرياضي            | السباق         | التصفيات                | التصفيات | النصف النهائي | النصف النهائي | النهائي                      | النهائي  |
| الرياضي            | السباق         | النتيجة                 | الترتيب  | النتيجة       | الترتيب       | النتيجة                      | الترتيب  |
| ------------------ | -------------- | ----------------------- | -------- | ------------- | ------------- | ---------------------------- | -------- |
| إديديونغ أوديونغ   | 200 متر        | 23.24                   | 16       | 23.24         | 18            | لم تتأهل                     | لم تتأهل |
| سلوى عيد ناصر      | 400 متر        | 50.57                   | 1        | 50.08         | 1             | 50.06 رقم قياسي وطني         | الثاني   |
| كالكاندان جيزاهيغن | 5000 متر       | 15:07.19 رقم قياسي شخصي | 15       | —             | —             | 15:28.21                     | 14       |
| بونتو ريبيتو       | 5000 متر       | 15:16.70 رقم قياسي شخصي | 15       | —             | —             | لم تتأهل                     | لم تتأهل |
| شيتايي إيشيتي      | 10000 متر      | —                       | —        | —             | —             | 31:38.66 رقم قياسي في الموسم | 12       |
| ديسي موكونين       | 10000 متر      | —                       | —        | —             | —             | 31:55.34                     | 15       |
| روز تشيليمو        | الماراثون      | —                       | —        | —             | —             | 2:27:11 رقم قياسي في الموسم  | الأول    |
| يونيس كيروا        | الماراثون      | —                       | —        | —             | —             | 2:28:17                      | 6        |
| أمينات يوسف جمال   | 400 متر حواجز  | 57.41                   | 32       | لم تتأهل      | لم تتأهل      | لم تتأهل                     | لم تتأهل |
| تيغست غيتنت        | 3000 متر موانع | 9:55.42                 | 31       | —             | —             | لم تتأهل                     | لم تتأهل |
| روث جيبيت          | 3000 متر موانع | 9:19.52                 | 2        | —             | —             | 9:13.96                      | 5        |
| وينفريد موتيل يافي | 3000 متر موانع | 9:28.00                 | 8        | —             | —             | 9:22.67 رقم قياسي شخصي       | 8        |

#### الميدان
| الرياضية       | الحدث     | التصفيات | التصفيات | النهائي  | النهائي  |
| الرياضية       | الحدث     | المسافة  | المركز   | المسافة  | المركز   |
| -------------- | --------- | -------- | -------- | -------- | -------- |
| نورة سالم جاسم | دفع الثقل | 16.97    | 22       | لم تتأهل | لم تتأهل |